# Den arbetande klassens läge i England
Den arbetande klassens läge i England (det tyska originalets titel: Die Lage der arbeitenden Klasse in England) är en bok skriven av den då 24-årige tyske socialisten Friedrich Engels 1844-1845. Boken utkom för första gången i Leipzig 1845. I Den arbetande klassens läge i England beskriver Engels situationen för de engelska industriarbetarna, främst i den engelska industrikapitalismens centrum, Manchester. Den unge Engels hade själv tillbringat nästan två år (november 1842-augusti 1844) i Manchester, som bokhållare i det spinneri där fadern var delägare. Engels bakgrund var borgerlig och det var "inte personlig nöd utan hög intelligens, som förde honom in på den revolutionära vägen" som vännen Franz Mehring uttrycker det.
Förutom skildringen av arbetarnas eländiga livsvillkor beskriver också Engels den tidiga organiseringen av arbetarklassen i England och pekar också på lösningen på eländet. Engels påpekar redan här att den fackliga kampen inte förslår, utan socialismens förenande med den kämpande arbetarrörelsen var rörelsens nästa mål. "Först då, när detta åstadkommits, kommer arbetarklassen att vara den verklige ledaren för England", konstaterade han.
Den arbetande klassens läge i England finns översatt till ett stort antal språk, däribland svenska. Den publicerades visserligen som artikelserie i Göteborgs Handels- och Sjöfartstidning 1845, men var sedan dess undanhållen den svenskspråkige läsaren fram till 1983, då Proletärkultur ånyo översatte samt utgav den.